# 回建
回建（1961年7月—），回族，河北沧县人。中华人民共和国政治人物。曾任邯郸市人民政府市长，中共张家口市委书记。